# Dzoungarie

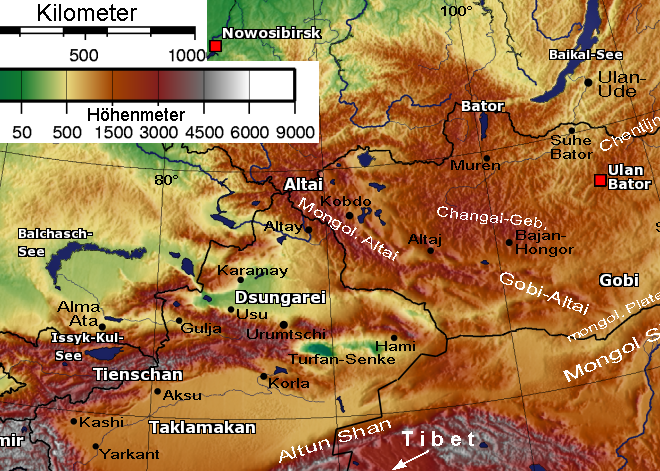
La Dzoungarie et le bassin du Tarim (comprenant le désert du Taklamakan) séparés par la chaîne des Montagnes célestes.

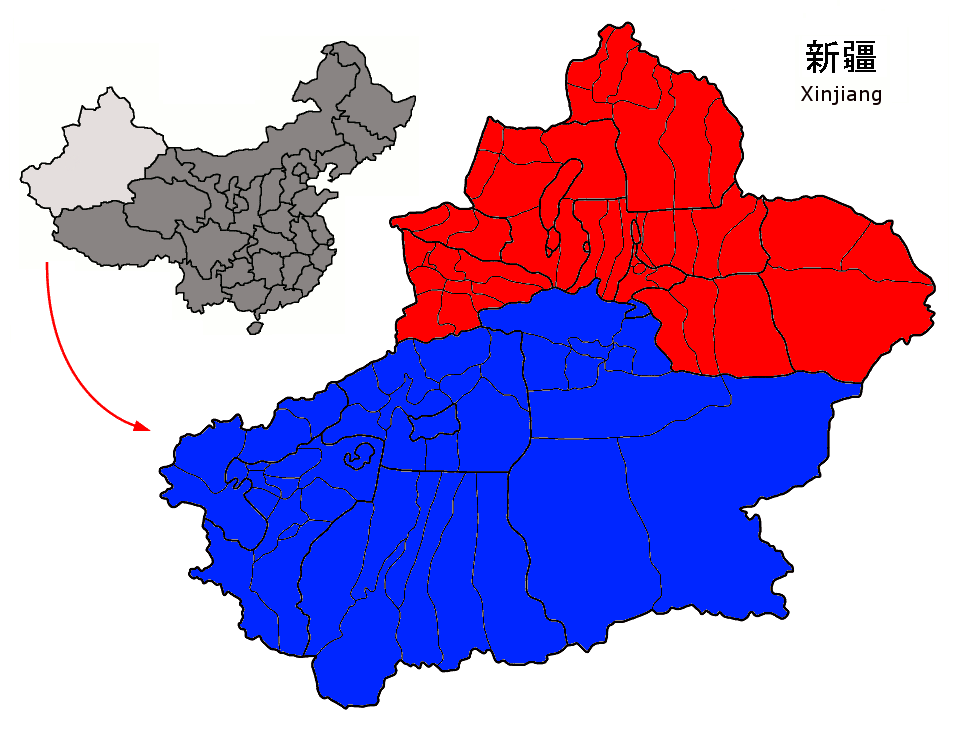
La Dzoungarie actuelle en rouge sur la carte du Xinjiang.

La Dzoungarie ou Djoungarie ou anciennement Soungarie,. (mongol : ᠵᠡᠭᠦᠨᠭᠠᠷ ᠤᠨ
ᠨᠤᠲᠤᠭ, VPMC : jeɣungarun nutug, cyrillique : Зүүнгарын нутаг, MNS : Zuungaryn Nutag, züün gar signifie main gauche)  rassemble ce que les Chinois appellent le Beijiang (chinois : 北疆 ; pinyin : běijiāng ; litt. « Nord Xinjiang ») et le Dongjiang (chinois : 东疆 ; pinyin : dōngjiāng) au Nord du Xinjiang, située au nord des Tian Shan (« monts célestes » en mandarin) et au sud-ouest de l'Altaï, où s'établirent des Mongols des tribus Dzoungars-Oïrats, qui y formèrent le Khanat dzoungar entre le XVIIe siècle et 1756, où elle est intégrée depuis l'Empire chinois puis les républiques chinoises.

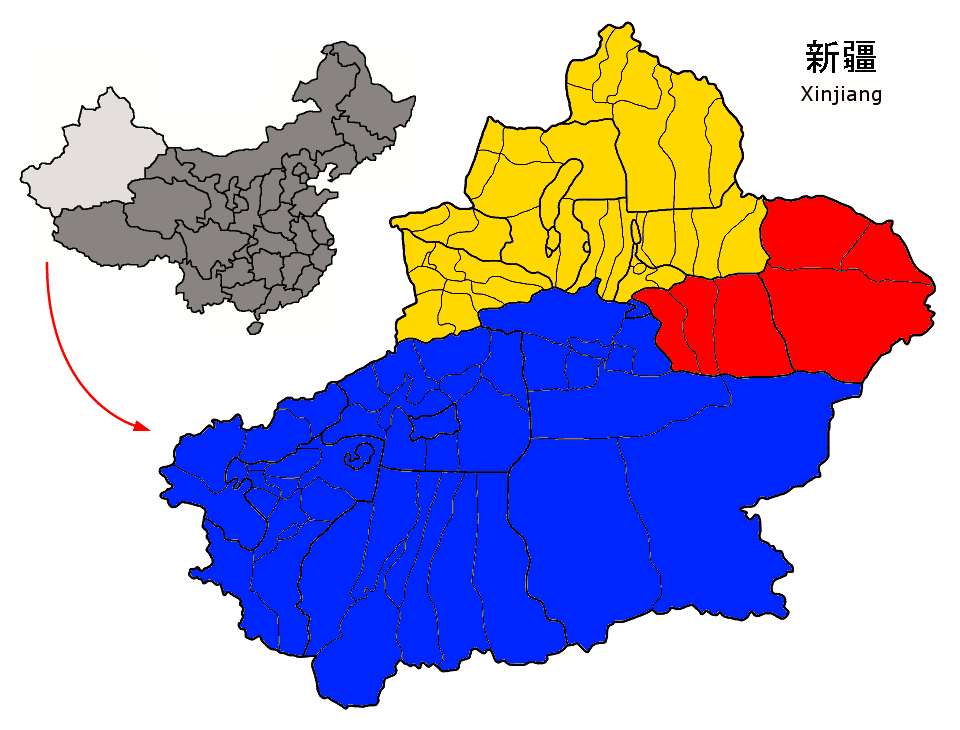
Beijiang en jaune, Dongjiang en rouge et Nanjiang en bleu

## Géographie
La Dzoungarie est un bassin géologique au centre continental de l'Eurasie, le plus éloigné de toute mer. D'une surface de 380 000 km2, il est situé à une altitude comprise entre 189 et 1 000 mètres. Il est délimité au sud par les monts Tian Shan, au nord par l'Altaï, à l'est par le désert de Gobi et s'ouvre à l'ouest sur le Kazakhstan par la vallée de l'Emin (额敏谷地, émǐn gǔdì) et de l'Irtych.
Il s'agit d'une région semi-désertique voire désertique avec en son centre le désert de Dzoosotoyn Elisen. Ce désert est entouré d'une vaste étendue de prairies traditionnellement habitées par des pasteurs nomades.
Peuplée de tribus mongoles Oïrats, elle se trouve actuellement en territoire chinois.

## Histoire

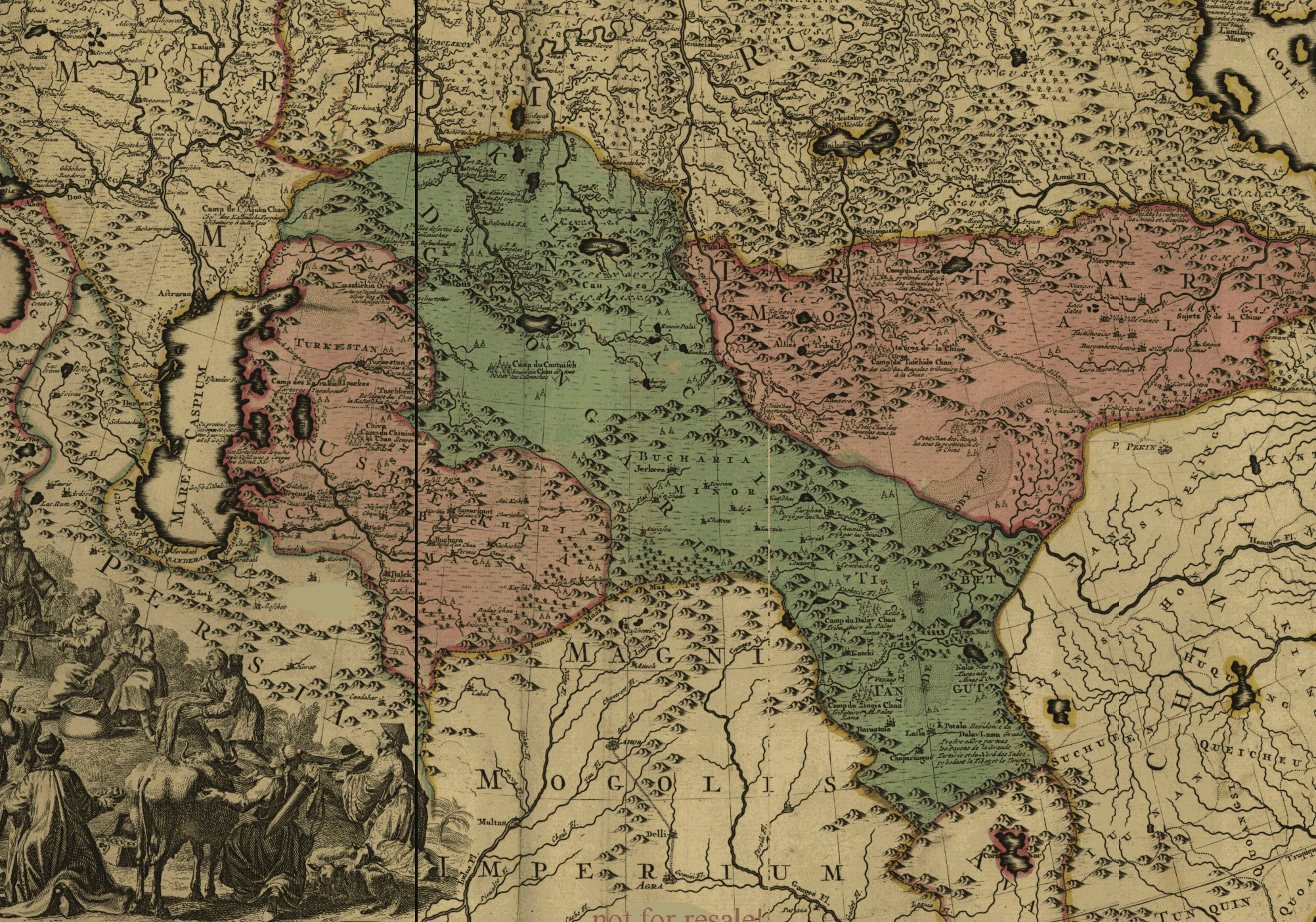
Khana Dzoungare/Kalmouk en 1720 (avant l'arrivée des Qing à Lhassa).

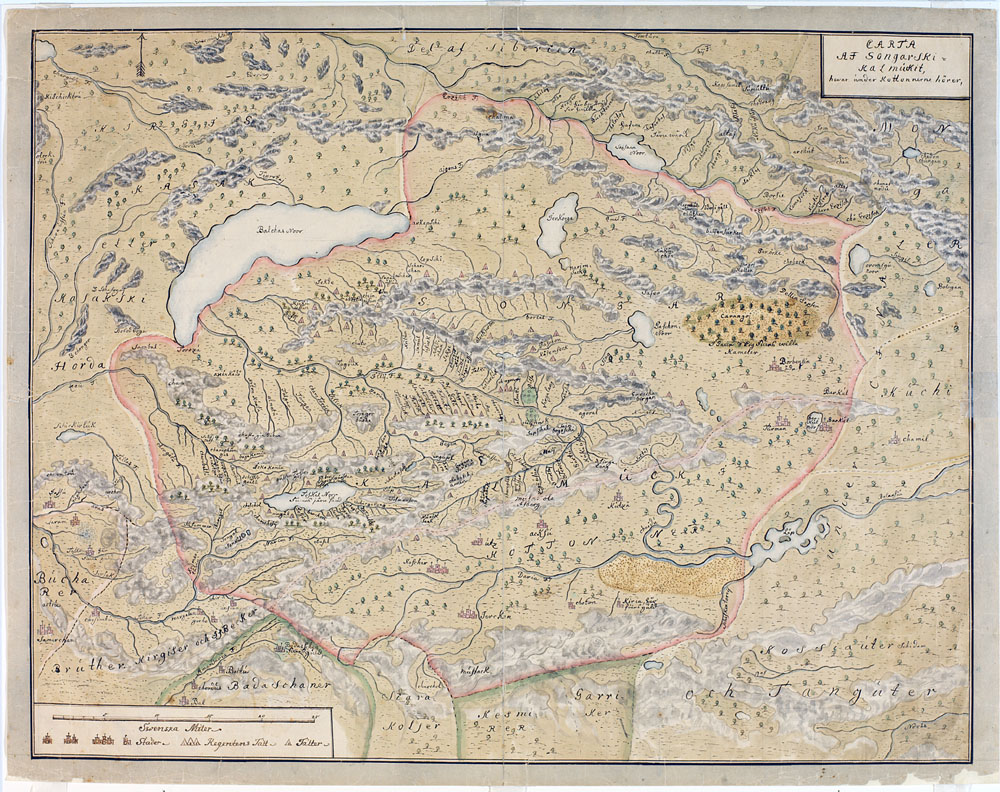
Dzoungarie en 1744.

L'arrivée et le mélange des populations de la culture d'Afanasievo dans le bassin dzoungarien vers -3000 ont vraisemblablement introduit des langues indo-européennes dans la région. La dispersion précoce des éleveurs Afanasievo en Dzoungarie s'est accompagnée d'un niveau substantiel de mélange génétique avec les populations autochtones locales, un schéma distinct de celui de la formation initiale de la culture Afanasievo dans le sud de la Sibérie.
D'autres groupes de pasteurs connus sous le nom de Chemurchek se sont ensuite propagés vers le nord jusqu'aux montagnes de l'Altaï et en Mongolie. Les groupes Chemurchek semblent être les descendants des Dzoungariens de l'âge du bronze précoce et des groupes d'Asie centrale du Corridor de montagne d'Asie intérieure (IAMC), qui tirent leur ascendance à la fois des populations locales et des agropasteurs du complexe archéologique bactro-margien (civilisation de l'Oxus).
La Dzoungarie fait partie à partir de la fin du IIIe siècle av. J.-C. de l'empire des Xiongnu qui en chassent les Yuezhi. Plus tard, aux Ve et VIe siècles, elle a probablement été dominée par les Ruanruan. Elle passe ensuite dans l'orbite des Tujue occidentaux. Ceux-ci sont soumis par les Tang au VIIe siècle, mais l'Empire tujue se reconstitue à partir de 680 intègre à nouveau cette région. Après 710, ce nouvel empire turc se disloque, remplacé par le khaganat ouïgour. 
Au XIIe siècle, la Dzoungarie fait partie de l'empire des Kara-Khitans, dont les Mongols s'emparent en 1218. À la mort de Gengis Khan, c'est son fils Djaghataï qui hérite de cette partie de l'empire, et le khanat de Djaghataï comprend la Dzoungarie où nomadisent les Djaghataïdes (sauf jusque vers 1305 sa partie est, le bassin dzoungar des Ouïghours, rattaché au grand Khan et que Kubilai parvint à maintenir dans son domaine en dépit des attaques de Qaïdu et Douwa).
Les Mongols occidentaux Oïrats s'établissent, sous le commandement des Tchoros, dans la vallée de l’Ili. Suivant l’ancienne organisation administrative, les Tchoros s’appellent aussi Dzoungars (aile gauche). Vers 1630, quelques féodaux oïrates, mécontents de la domination des Tchoros, émigrent dans la région de la basse Volga avec 50 000 ou 60 000 hommes. Quelques années plus tard, ils sont suivis par les Torgut et les Qoshots.

### Khanat dzoungar
En 1676, Galdan Boshugtu Khan devient le chef des Dzoungars (fin de son règne en 1697). Il finit par dominer le bassin du Tarim en y imposant la théocratie musulmane des Khodja en 1679. Il part à la conquête du Tibet, du khanat qoshot (sur l'actuelle Qinghai) et continue son expansion sur l'actuelle Mongolie-Extérieure dans ce que l'on appelle la guerre Dzoungar-Qing. Sa défaite à la bataille de Jao Modo en 1696 est l'évènement décisif de cette guerre, les Khalkhas s'alliant alors avec les Qings contre les Dzougars.
En 1717, les Dzoungars vainquent et tuent Lkhazang Khan, petit-fils de Güshi Khan, et dernier roi des qoshots-Oïrats influent au Tibet qu’il envahit en 1705. Les Dzoungars de Tsewang Rabdan, neveu de Galdan, s’emparent de Lhassa. Ils sont d’abord vus comme des libérateurs, avant qu’ils ne pillent et détruisent les monastères non gelugpa.
Kelzang Gyatso, le 7e dalaï-lama est soustrait aux Dzoungars par son père et se réfugie au monastère de Kumbum, dans le Qinghai, au nord-est du plateau du Tibet, protégé par les Qoshots et la dynastie Qing.
En 1720, les troupes mongoles Khalkhas et l'armée de la dynastie Qing, reprennent Lhassa aux Dzoungars et y remettent sur le trône Kelzang Gyatso quelques mois après.

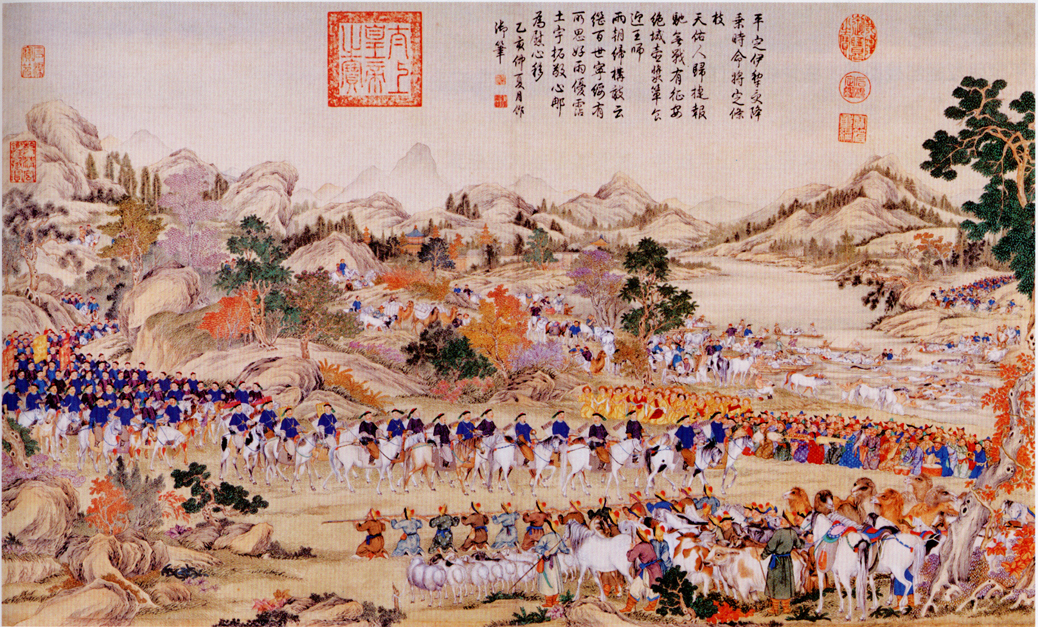
Les Dzoungars remettent leurs armes aux Mandchous de la dynastie Qing.

Entre 1755 et 1757 la Dzoungarie est annexée par la dynastie Qing sous le règne de Qianlong. La variole et les campagnes militaires ont causé la mort de la plupart des 600 000 Dzoungars. Le reste s'est dispersé dans l'actuel Kazakhstan, les khans les plus importants sont toutefois accueillis par l'empereur à Pékin. La région est alors repeuplée par des musulmans de Kachgarie (Tarantchis) et du Gansu (Dounganes).
C’est dans cette région que Nikolaï Mikhaïlovitch Prjevalski découvrit lors de son troisième voyage en Asie centrale (1879 — 1880) « sur les terrains les plus rudes du désert de Djoungarie », le cheval de Przewalski.